# Orawa (Ukraina)
Orawa (ukr. Орява) – wieś na Ukrainie, w rejonie stryjskim (do 2020 roku w rejonie skolskim) obwodu lwowskiego. Wieś liczy 633 mieszkańców.
Prywatna wieś szlachecka, położona w województwie ruskim, w 1739 roku należała do klucza Tuchla Lubomirskich. Za II Rzeczypospolitej do 1934 samodzielna gmina jednostkowa, następnie należała do zbiorowej wiejskiej gminy Koziowa. Początkowo w powiecie skolskim, a od 1932 w powiecie stryjskim w woj. stanisławowskim. Pod okupacją istniała gmina Orawa. Po II wojnie światowej wieś weszła w struktury administracyjne USRR.